# Smart Forfour
Smart Forfour (stilizat ca „smart forfour”) este o mașină de oraș (segmentul A) comercializată de Smart pe parcursul a două generații. Prima generație a fost comercializată în Europa și Asia (Japonia) între 2004 și 2006 cu o configurație cu motor frontal, împărțind platforma cu Mitsubishi Colt. Cea de-a doua generație a fost comercializată în Europa din 2014, după o pauză de opt ani, folosind configurații cu motor spate sau motor electric spate. Se bazează pe a treia generație de Renault Twingo, care formează și baza pentru a treia generație de Smart Fortwo.

## Prima generație (W454; 2004)

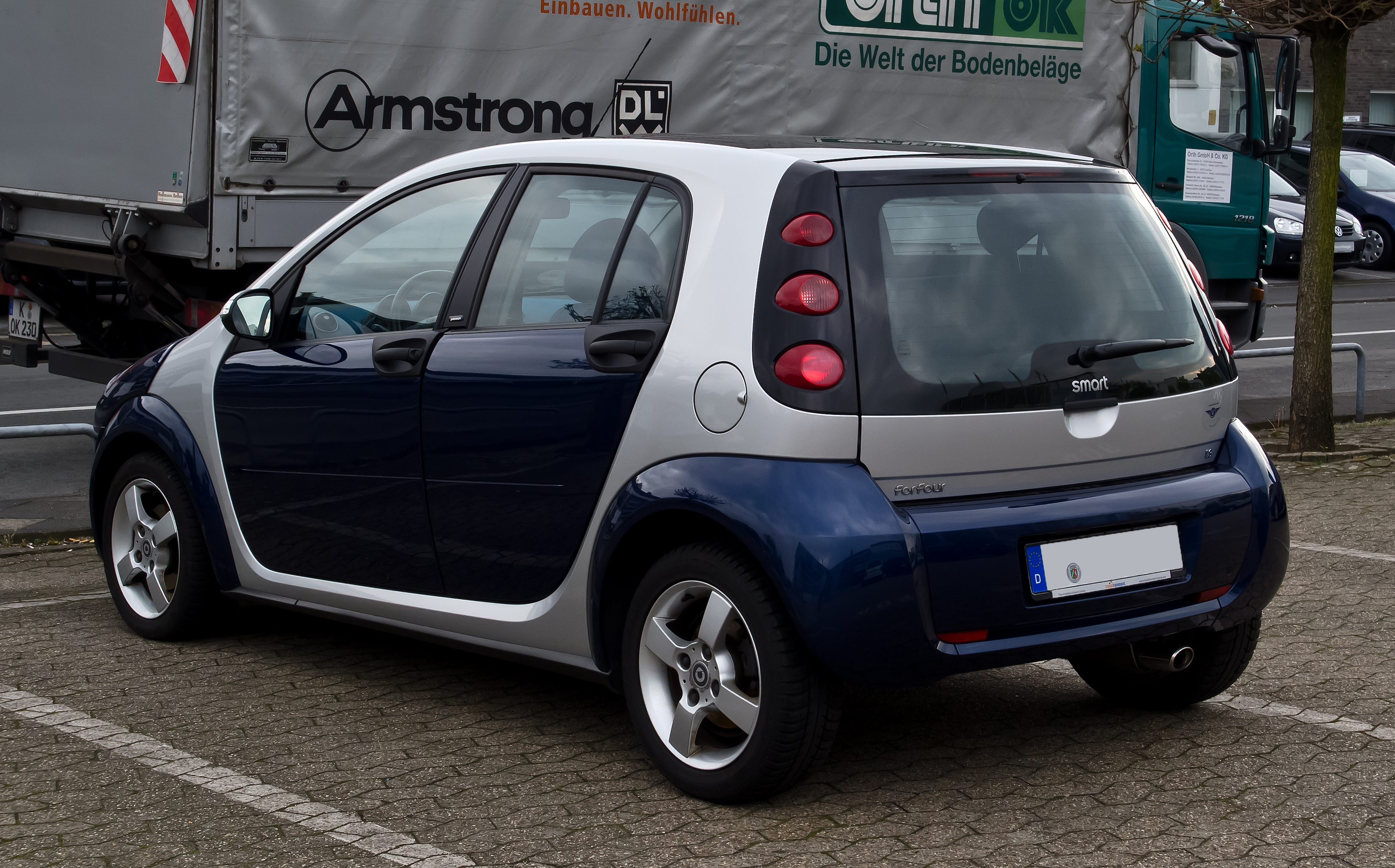
Spatele unui Forfour cu motorizare 1,3 (benzină) Passion parcat

### Context
În urma crizei financiare asiatice din 1997⁠(en)[traduceți] când Mitsubishi Motors Corporation a avut de suferit pierderi, dar și a demisiei noului președinte ales al companiei, Katsuhiko Kawasoe⁠(en)[traduceți] în urma scandalului mușamalizărilor plângerilor din Japonia care ar fi dus la rechemarea vehiculelor Mitsubishi defecte, compania a căutat sprijin extern vânzând 34 % din acțiunile sale către DaimlerChrysler pentru suma de 2,1 miliarde euro (2 miliarde de dolari) în 27 martie 2000. La acel moment singurii producători cu acționariat japonez au rămas Toyota Motor Corporation și Honda Motor Company. În urma acordului, DaimlerChrysler a devenit a treia cea mai mare companie auto din lume, după General Motors și Ford Motor Company. Existau așteptări din partea companiei germane de creștere a vânzărilor în Asia de la 4 % (înainte de 2000) la 25 % în urma colaborării. De asemenea, tot aceasta s-a angajat să nu-și asume datoria imensă de 14 miliarde de dolari a Mitsubishi, dar puterea companiei germane putea să ajute Mitsubishi la negocierea cu creditorii pentru noi condiții. Potrivit DaimlerChrysler, găsirea de parteneri străini de către competitorii Toyota și Honda era improbabilă.
Compania germană și cea japoneză și-au aprofundat cooperarea deja existentă, iar Mitsubishi Motors a decis să facă din fabrica proprie Nedcar Mitsubishi-Volvo din Țările de Jos, până atunci specializată în producția de autovehicule Volvo S/V40⁠(en)[traduceți] și Mitsubishi Carisma cu șasiu comun, o subsidiară în scopul producției comune cu Daimler în viitor. Colaborarea a contribuit la ruperea discuțiilor existente din 1997 ale DaimlerChrysler cu Grupul PSA în scopul dezvoltării Smart-ului cu patru locuri și anularea planului de a produce o mașină Chrysler în SUA pentru piața europeană. În schimb, compania germană a cumpărat jumătate din fabrica Nedcar.
Consiliul de administrație al DaimlerChrysler a pus în discuție înlocuirea Clasei A din cauza rentabilității scăzute din totdeauna, ajungându-se la ideea de a scoate o nouă generație a Clasei A cu un grad limitat de partajare a componentelor cu viitorul Smart și s-a pornit programul de dezvoltare a vehiculului cu 4 locuri, denumit oficial „Forfour” în 2003. După încetarea producției de autovehicule Volvo se aștepta înlocuirea cu producția de mașini Smart Forfour, însă care a venit abia în 2004.
În aprilie 2004 Mitsubishi Motors, singurul producător auto neprofitabil al Japoniei, împovărat de datorii în valoare de 1,14 trilioane de yeni și de problema rechemării a aproximativ 80 000 de autovehicule din SUA și Japonia în același an, a comunicat cu acționarii despre un plan de supraviețuire (continuitate) de 700 de miliarde de yeni (6,4 miliarde de dolari). Însă DaimlerChrysler a anunțat că nu va mai participa la majorarea de capital planificată anterior, acest lucru concretizându-se în încetarea sprijinului financiar. La acel moment grupul deținea 37 % din acțiunile Mitsubishi. Se mai avea în vedere vinderea pachetului de acțiuni. Declarații publice au venit din partea ministrului de Finanțe al Japoniei, Nobuteru Ishihara și ministrului industriei, Shoichi Nakagawa.
În timp, negocierile între cele două companii, Mitsubishi și Daimler, pentru înființarea unei societăți mixte la NedCar au progresat puțin, iar legătura de capital a luat sfârșit în 2005, eveniment care a dus la scăderea vânzărilor de Smart Forfour în 2006. Daimler a încheiat acordul de producție în fabrica Nedcar în 2008.
Compania Smart a propus și un model SUV 4x4 cu care s-ar fi dorit intrarea pe piața americană, iar în același timp, până în 2006 să fi avut o gamă de patru tipuri de mașini: Fortwo, Forfour, Roadster și SUV. Însă ideea a fost abandonată în urma încetării producției de Roadster și Forfour.

### Concepere și producție

Imagine de prezentare a Smart Tridion 4 din 2001

Pe baza conceptului de succes al mașinii Smart City pentru două persoane, în anul 2001 a apărut conceptul Tridion 4, primul autovehicul Smart pentru 4 pasageri. Acesta măsura 3,65 m (12 picioare) în lungime, însă cu spațiul interior mărit și cu design cu cinci uși. Conceptul a fost prezentat la Salonul Auto de la Frankfurt din 2001.
La finalul anului 2003 a început producția la Nedcar de Smart Forfour și Mitsubishi Colt.
La aflarea veștii colaborării între cele două companii, fanii Smart au fost nemulțumiți de faptul că vehiculul mai spațios ce avea să se producă prelua foarte mult de la Mitsubishi în scopul simplificării drumului pe piața mașinilor mici de familie. Fanii mai radicali susțineau că Forfour „putea fi un Smart numai dacă motorul este amplasat în spate”, reluând în fapt argumentele celorlalți fani radicali ai Porsche și Volkswagen Beetle din anii 1970, iar alții se temeau că viitorul Smart „devenea o clonă cinică a echivalentului Mitsubishi Colt”, o marcă și un model neremarcat pentru individualitate sau personalitate. Pe de altă parte, fanii moderați erau îngrijorați că „spiritul Smart se putea găsi zdrobit în fața unor diktaturi⁠(en)[traduceți] de design japonez plictisitor și prudent cronic”.
Ceremonia de dezvelire a modelului Forfour a avut loc în iunie 2003 la Aeroportul din Zürich⁠(en)[traduceți], unde compania Smart din Böblingen a închiriat o clădire a unui terminal ce avea să fie inaugurat ulterior evenimentului auto, în tradiția cunoscută a companiei de a alege locații neobișnuite pentru conferințele de presă și test-drive-uri. În discursul ținut de Jürgen Hubbert⁠(en)[traduceți], membru al consiliului de administrație din DaimlerChrysler, s-a menționat că Elveția reprezintă un loc istoric pentru Smart, întrucât la Biel, Nicolas Hayek⁠(en)[traduceți], descris ca „un om neconvențional și deschis la minte”, a lansat impulsul creării companiei Smart. Hubbert a mai subliniat momentele dificile din istoria companiei dar și cele particulare ale noului model, cauzate de diferențele de limbă, timp și cultură și a lăudat în același timp cooperarea cu Mitsubishi.
Potrivit unei declarații publice la Roma a lui Hubbert din februarie 2004, se aștepta ca modelul să ridice vânzările companiei Smart cu 40 %, adică aproximativ 170 000–180 000 de unități. Pentru respectivul an se aștepta vânzarea a 50 000 de unități, iar la atingerea capacității maxime, 80 000.
Cântărețul Robbie Williams, fan al modelului Smart Crossblade, a fost sponsorizat de compania Smart în turneul său european de vară din 2003. Acesta a jucat și într-o reclamă TV pentru lansarea Forfour în același an, fiind difuzată în fiecare seară a turneului. Cu o altă ocazie acesta a declarat că Forfour este „fain” (în engleză cool).
Smart Forfour a fost dezvoltat în 33 de luni în comun cu Mitsubishi Motors și produs la fabrica Nedcar din Țările de Jos, împărțind același șasiu și 40 % din componente (după alte surse procentul este de 60 % sau mai mult) cu Mitsubishi Colt. Astfel, ambele companii au economisit fonduri în dezvoltare și producție, fabrica fiind utilizată în comun. Forfour fost lansat oficial în 2004 pentru piața de mașini compacte, preluând design-ul tridion de la Smart Fortwo și având inovații în ceea ce privește interiorul. Forfour s-a dovedit o alternativă diferită la Mini-ul deținut de BMW și la Volkswagen New Beetle.
Modelul a fost pus în vânzare în martie 2004, cu trei motorizări de benzină, cu prețuri începând de la 12 990 de euro. Cele cu motoare pe motorină au fost lansate în toamna aceluiași an. Un model limitat la 3000 de unități (Blackbasic) a fost pus în vânzare cu 11 700 de euro. Cel mai mare și echipat Forfour însă depășea prețul de 20 000 de euro.
Însă în timp nu s-a dovedit viabil în vânzări în comparație cu concurenții pe același segment, având în comun deficiențe tehnice cu Mitsubishi Colt. Deși în presa de atunci existau recenzii favorabile, modelul nu s-a vândut suficient de mult pentru a justifica menținerea în producție. Numărul de 80 000 de unități de vândut nu a fost atins nici în cel de-al doilea an de producție, astfel încât vehiculul a fost scos de pe piață în 2006, dovedindu-se a fi modelul cu una dintre cele mai scurte perioade de producție din ultimii ani. Succesul limitat este comparabil cu cel al modelelor Volkswagen New Beetle și DaimlerChrysler PT Cruiser, dar care se aflau încă în producție.
Într-un episod Top Gear din 2004 Richard Hammond și James May au avut provocarea de a petrece 24 de ore într-un Forfour pentru a verifica dacă afirmația din broșura autovehiculului „proiectat ca un lounge (loc de odihnă)” este acceptabilă. Aceștia au declarat că „se descurcă”, este „stilizat frumos” și „întoarce capurile suficient de bine pentru a-i determina pe oameni să le cumpere de mâncare”, dar concluzia acestora a fost că e „prea scump pentru ceea ce este”.

### Design
Ca restul automobilelor Smart, acesta se bazează pe design-ul german de după cel de-al Doilea Război Mondial, numit în engleză bubble car⁠(en)[traduceți], derivat din construcția motocicletelor. Heinkel și Messerschmitt, recunoscuți pentru construcția de aeronave, li s-a interzis după al Doilea Război Mondial construcția acestora și s-au orientat către construcția de mașini mici. BMW pe de altă parte, specializat atunci în motoare de aeronave, a combinat design-ul mașinii italiene Isetta⁠(en)[traduceți] cu producția proprie de motociclete. Fenomenul a început să ia sfârșit în momentul în care piața britanică a fost cucerită de mașini germane și copii locale de acest fel, iar Leonard Lord⁠(en)[traduceți], director al British Motor Corporation⁠(en)[traduceți], a dorit să le combată prin crearea Mini. Motivul principal al lui Lord l-a reprezentat impactul avut de mașinile de tip bubble car după criza combustibilului din 1956, pe fondul Crizei Suezului, unde canalul de navigație era folosit în transportul a două treimi din petrolul către Europa. Însă Mini nu era un microcar în același sens cu viitoarele Smart-uri.
Proporțiile modelului sunt tipice mărcii Smart, unde se combină design-ul compact cu unul sport. Acesta a fost descris de Klaus Badenhausen (director de dezvoltare), Walter Klinkner (director general de dezvoltare al Smart) și Hartmuth Sinkwitz (șef de design al modelului) ca sporty small car. Pentru a contribui la design-ul sport consola-spate este scurtă iar roțile, de dimensiuni mari, sunt poziționate la nivel cu aripile și există un ampatament lung. De asemenea, capota-față este înclinată abrupt. În toate variantele caroseria are patru uși laterale și un hayon.
Celula de siguranță Tridion (după principiul de construcție al lui Béla Barényi⁠(en)[traduceți] din 1951), tip folosit anterior la Smart Fortwo și Smart Roadster, este din 239 de piese din oțel galvanizat la cald și cu o greutate de 220 kg. Traversele laterale și stâlpii B au fost construite prin sudarea unor elemente diferite în dimensiuni și deformate ulterior, ducând la o accentuare la rigidității în zonele unde acționează forțe mari și reducerea greutății în zonele mai puțin solicitate. Caroseria (inclusiv capota) a fost realizată din 7 panouri din aliaj termoplastic policarbonat-polibutilen tereftalat⁠(en)[traduceți] (PC/PBT), amplasate sub formă modulară. Materia primă a panourilor a fost produsă de General Electric Plastics sub marca Xenoy (divizie cumpărată ulterior de SABIC). Utilizarea termoplasticului a avut la bază limitarea prelucrării mecanice a oțelului în proiectarea de caroserii și a permis crearea unei bare-față cu protecții ascunse. De asemenea, materialul este elastic și se poate deforma temporar, rezistând între -30 și +80° C în absența problemelor. Bara-față este compusă din trei părți din polipropilenă armată cu fibră de sticlă, dispusă în unghi drept și întărită de nervuri transversale. Susține farurile și radiator-condensatorul și este fixată de elementele laterale ale șasiului. În cazul portierelor, scheletul este realizat din aluminiu extrudat și tablă de aluminiu cu panouri din plastic. Pentru siguranță (mai ales în cazul unui impact lateral) și menținerea legăturii între portiere și celulă, elementele din laterală sunt din aliaj de aluminiu iar balamalele și încuietorile portierelor sunt robuste.
Deși Forfour și Colt au în comun componente, modelele diferă vizual pentru a atrage gusturi divergente: primul se adresează mai mult pieței tinere, iar al doilea celor maturi. În schimb, Forfour, sub concepția șefului de design Hartmuth Sinkwitz, a făcut o impresie vizuală mai mare, exteriorul fiind considerat „revigorant de optimist” și departe de norma mașinilor mici. Designerul a realizat modelul pentru a semăna cu celelalte mașini de oraș, creând o formă convențională de hatchback cu cinci uși, cu un cadru de siguranță expus, panouri contrastante din plastic și mai multe detalii considerate „ciudate”. În interior există materiale calitative și elemente de Mercedes-Benz actuale, sub un aspect minimalist, dar cu mult spațiu de depozitare în bord, uși și portbagaj. În interior s-au folosit două tipuri de materiale sintetice și multicolore, printre care și suprafețe textile.
Scaunele au fost construite de Faurecia și sunt pentru patru adulți, dar unde poate fi considerat un al cincilea scaun în zona centrală-spate. Deși mașina este joasă, există spațiu suficient pentru cap iar cu bancheta din spate rabatată pasagerii își pot face propriul spațiu pentru picioare/portbagaj. Spațiul portbagajului poate crește de la 268 litri la 910 litri cu bancheta din spate rabatată în față. Cabina mașinii provine de la Johnson Controls, care s-a implicat majoritar în design, și include și ansamblul de pedale și unitatea de aer condiționat. Angajații Johnson Controls au asamblat cabinele în fabrica Mitsubishi Motors de la Born, Țările de Jos.
În funcție de design și echipare sunt împărțite în două categorii: Pulse și Passion, prima cu dotări sportive iar a doua cu dotări pentru confort. Exteriorul se mai remarcă prin farurile cvadruple.

#### Motorizare
| Motor          | Cod                                                                 | Tip                                   | Capacitate cilindrică | Putere                                        | Cuplu               | Viteză maximă | 0–100 km/h | Consum       | Emisii CO2 | Proiectant                          | Ani de producție | Imagine  |
| Benzină:       | Benzină:                                                            | Benzină:                              | Benzină:              | Benzină:                                      | Benzină:            | Benzină:      | Benzină:   | Benzină:     | Benzină:   | Benzină:                            | Benzină:         | Benzină: |
| -------------- | ------------------------------------------------------------------- | ------------------------------------- | --------------------- | --------------------------------------------- | ------------------- | ------------- | ---------- | ------------ | ---------- | ----------------------------------- | ---------------- | -------- |
| 1.0 12v        | Mitsubishi (cod propriu Mercedes-Benz M134 E11)                     | în 3 cilindri                         | 1124 cm²              | 64 bhp (brake horsepower) (47 kW) la 5500 rpm | 92 N·m la 2500 rpm  | 158 km/h      | 15.3 s     | 6,9 l/100 km | 128 g/km   | Mitsubishi                          | 2005–2006        |          |
| 1.1 12v        | Mitsubishi 3A91⁠(en)[traduceți]                                      | cu 6 supape și 3 cilindri în linie    | 1124 cm²              | 74 bhp (55 kW) la 6000 rpm                    | 100 N·m la 3500 rpm | 165 km/h      | 13.4 s     | 7,0 l/100 km | 130 g/km   | Mitsubishi                          | 2004–2006        |          |
| 1.3 16v        | Mitsubishi 4A90⁠(en)[traduceți]                                      | cu 8 supape și 4 cilindri în linie    | 1332 cm²              | 95 bhp (70 kW) la 5250 rpm                    | 125 N·m la 4000 rpm | 180 km/h      | 10.8 s     | 7,4 l/100 km | 138 g/km   | Mitsubishi                          | 2004–2006        |          |
| 1.5 16v        | Mitsubishi 4A91⁠(en)[traduceți]                                      | cu 8 supape și 4 cilindri în linie    | 1449 cm²              | 107 bhp (80 kW) la 6000 rpm                   | 145 N·m la 4000 rpm | 190 km/h      | 9.8 s      | 7,8 l/100 km | 145 g/km   | Mitsubishi                          | 2004–2006        |          |
| 1.5 16v Brabus | Mitsubishi 4G15⁠(en)[traduceți] (numit și Mercedes-Benz M122 E15 AL) | în 4 cilindri turbo                   | 1468 cm²              | 177 bhp (130 kW) la 6000 rpm                  | 230 N·m la 3500 rpm | 221 km/h      | 6.9 s      | 6,9 l/100 km | 159 g/km   | Mitsubishi / Mercedes-Benz / Brabus | 2005–2006        |          |
| Diesel:        |                                                                     |                                       |                       |                                               |                     |               |            |              |            |                                     |                  |          |
| 1.5 12v cdi    | Mercedes-Benz OM639⁠(en)[traduceți]                                  | 3 cilindri în linie și turbocompresor | 1,493 cm²             | 68 bhp (50 kW) la 4000 rpm                    | 160 N·m la 1600 rpm | 160 km/h      | 13.9 s     | 5,8 l/100 km | 121 g/km   | Mercedes-Benz                       | 2004–2006        |          |
| 1.5 12v cdi    | Mercedes-Benz OM639                                                 | 3 cilindri în linie și turbocompresor | 1,493 cm²             | 95 bhp (70 kW) la 4000 rpm                    | 210 N·m la 1800 rpm | 180 km/h      | 10.5 s     | 5,8 l/100 km | 121 g/km   | Mercedes-Benz                       | 2004–2006        |          |

Performanța este considerată foarte bună în raport cu standardele de clasă, cel de 1,3 având o viteză maximă de 111 mph (178,64 km/h) iar cel de 1,5 118 mph (189,90 km/h).

##### Lamotoarele pe benzină
Motoarele sunt din clasa Mitsubishi 3A9⁠(en)[traduceți], Mitsubishi 4A9⁠(en)[traduceți] și Mitsubishi 4G15⁠(en)[traduceți] (ultimul pentru modelul Forfour Brabus), toate 3 având distribuție variabilă⁠(en)[traduceți] (în engleză variable valve timing – VVT, sub marcă proprie Mitsubishi, MIVEC⁠(en)[traduceți]). Acestea au fost produse în colaborare DaimlerChrysler–Mitsubishi Motors de fabrica MDC Power⁠(de)[traduceți] din Kölleda, Turingia, punct de lucru înființat în 2003 tot ca joint venture între DaimlerChrysler și Mitsubishi Motors. În cazul motorului 4A9, utilizat și pe Mitsubishi Colt, variantele de 1,3 și 1,5 litri în Japonia au structuri modificate față de cele din Europa în scopul unei economii de combustibil în condițiile impuse în țara asiatică, au montate supape pentru recircularea gazelor de eșapament⁠(en)[traduceți] (în engleză Exhaust gas recirculation – EGR) și există o amplasare diferită a unor componente pentru echiparea cu o transmisie variabilă continuu (CVT).
Standardul 3A9 și 4A9, atât pentru Europa cât și pentru Japonia, are blocul motor, arborele cotit și chiulasa din aliaj cu aluminiu. Capacul chiulasei și galeria de admisie sunt din plastic. Raportul de compresie⁠(en)[traduceți] este de 10,5:1, cu excepția modelului Brabus cu 9:1.
Distanța dintre axurile cilindrilor (90 mm) este aceeași pentru toate variantele, astfel încât motoarele au fost fabricate folosind același echipament de producție. Versiunea cu trei cilindri a fost derivată din modelul de 1,5 litri cu patru cilindri, care are dimensiuni identice în diametrul cilindrilor și în cursa pistonului (75 x 84,8 mm). Există o masă de echilibrare care se rotește în sens opus acelor de ceasornic la turația motorului și care reduce semnificativ vibrațiile. Atât cel de 1,1 cât și cel de 1,5 litri sunt proiectate cu o cursă lungă a pistonului, spre deosebire de motorul de 1,3 litri cu valorile aproape identice pentru diametru cilindru/cursă (75 x 75,4 mm).
Arborele cu came de admisie poate fi ajustat continuu de calculatorul de bord (ECU), depinzând de camele pentru evacuare pentru un cuplu variabil și este asociat cu distribuția variabilă a supapelor. Distribuția variabilă mai are ca scop respectarea valorilor limită ale directivei Euro 4 privind gazele de eșapament. Supapele sunt acționate de tacheți, unde sistemul necesită o întreținere redusă datorită datorită robusteței mecanice, tacheții sau distanțiere nefiind înlocuibile. Fiecare dintre bujiile poziționate central are propria bobină de inducție care este poziționată deasupra.
Toate motoarele din clasa A9 au injecție multipunct a combustibilului iar injectoarele sunt alimentate printr-o rampă de injecție. Sistemul de alimentare a fost proiectat fără retur, iar sistemul de evacuare are un colector performant cu pereți dubli și izolație de aer, cu o structură pe bază de conducte și este antrenat de un lanț de distribuție. Catalizatorul, poziționat aproape de motor, are doi monoliți cu 900 și 600 de celule, unul în spatele celuilalt.

##### Lamotoarele pe motorină
Mercedes-Benz a dezvoltat motorul diesel cu 3 cilindri Mercedes-Benz OM639⁠(en)[traduceți], derivat din motorul cu 4 cilindri al Clasei A. La acel moment modelul de 70 kW era cel mai puternic motor diesel în trei cilindri pentru autoturisme din lume, ce permite atât performanțe ridicate, cât și un consum redus de combustibil. Are o rampă comună (CDI) de a treia generație Bosch de 1600 bar cu electrovalve⁠(en)[traduceți], volant cu două mase⁠(en)[traduceți] și grup de turbosupraalimentare (turbocompresor) IHI (cu presiune maximă de 0,95 bar în loc de 1,25 bar). Există o supapă EGR (în scopul reducerii NOx) controlată electronic și acționată pneumatic cu o recirculare a gazelor de până la 40 %.
Blocul motor este din fontă gri⁠(en)[traduceți], distanțele între axurile cilindrilor este de 90 mm iar cursa pistonului este de 92 mm. Bielele au capete crăpate iar arborele cotit este din oțel forjat. Raportul de compresie⁠(en)[traduceți] al pistoanelor este de 18:1. Diametrul cilindrilor este de 83 mm.
Din punct de vedere mecanic motoarele pe motorină sunt identice, însă versiunea de 50 kW este redusă electronic din varianta de 70 kW. Ambele versiuni au fost construite la fabrica pentru vehicule de lux DaimlerChrysler din Stuttgart-Unterturkheim.
Atât motoarele pe benzină, cât și cele pe motorină respectă valorile limită stabilite în directiva Euro 4 de poluare. Sistemul de evacuare a fost construit de Eberspächer⁠(en)[traduceți].
Transmisiile au fost realizate în colaborare cu Getrag⁠(en)[traduceți], Mitsubishi ocupându-se de cutia de viteze manuală în 5 viteze iar Smart cu cutia manuală automatizată în 6 trepte, utilizată pentru prima dată la această clasă de mașini.
Forfour este caracterizat de o manevrabilitate bună în condiții dificile și o direcție ascuțită, agilă și adaptată la condusul în oraș datorită dimensiunilor compacte și a razei de viraj de 10,5 metri. Cu toate acestea, stâlpii supradimensionați din zona parbrizului creează probleme la vederea înainte.

#### Dotări
Din punct de vedere al dotărilor se situează în clasa premium, cu tehnologie de vârf. DaimlerChrysler a intervenit și prin aducerea unei game de tehnologie audio, de navigație și telecomunicații și numeroase funcții de confort și siguranță. Există patru airbag-uri pentru ocupanții din față și centuri în trei puncte pentru toate scaunele. Un alt set de airbag-uri există în spătarele scaunelor din față.
Colaborarea cu DaimlerChrysler și Mercedes Car Group s-a concretizat și în implementarea sistemului de control electronic al stabilității (ESP) Bosch 8.0 furnizat standard la toate versiunile, având și frâne pe disc pe față (ventilate) și pe spate (simple, cu excepția motorizării 1.0 cu tambur) de dimensiuni mari, făcându-le eficiente și rar întâlnite și în anii 2010 la clasa mașinilor mici. Această dotare a diferențiat Forfour-ul de mașinile mici ale altor producători care nu ofereau sistemul ESP sau era supus unei taxe suplimentare. ESP-ul include, de asemenea, și sistem de frânare hidraulică, selectivă și asistată⁠(en)[traduceți], diferențial blocabil⁠(en)[traduceți], sistem de antiblocare a roților (ABS) în 4 canale, electronic brakeforce distribution (EBD) și Anti Slip Regulation (ASR).
Suspensia-față de tip MacPherson⁠(en)[traduceți] și suspensia-spate de tip Twist-beam⁠(en)[traduceți] nu sunt eficiente în a absorbi denivelările mici și medii, creând pentru pasageri o senzație de agitație pe orice drumuri mai puțin netede. Suspensiile sunt asociate și cu o bară stabilizatoare⁠(en)[traduceți].
Transmisia este manuală cu cinci viteze ca standard. Transmisia automatizată softouch plus, în șase viteze, a fost disponibilă opțional. La varianta automatizată nu necesită pedală de ambreiaj, întrucât mecanismul este acționat de un motor electric. Maneta schimbătorului permite schimbarea manuală a vitezelor sus-jos. Opțional există și varianta cu două manete schimbătoare, una în dreapta pentru viteze superioare iar cealaltă în stânga pentru viteze inferioare, poziționate în spatele volanului, astfel încât să permită șoferului să nu ia mâinile de pe volan. O caracteristică o reprezintă funcția kickdown, care permite șoferului să schimbe spontan cu una sau două trepte de viteză folosind pedala de accelerație. Pe lângă aceasta, transmisia automatizată are și o funcție de crawl, pentru conducerea încet fără a apăsa pedala de accelerație, spre deosebire de o transmisie automată cu un convertizor de cuplu. Accelerația ușoară facilitează pornirile la deal, parcarea sau rularea în traficul cu oprire și deplasare.
Toate modelele dispun de servodirecție electrică⁠(en)[traduceți] (EPS) sensibilă cu pinion și cremalieră, cu avantaje față de sistemele electro-hidraulice convenționale în ceea ce privește greutatea, spațiul alocat și consumul de combustibil. Sistemul este raportat la viteza de deplasare și are raportul direcției de 16,4:1. În cazul unei coliziuni frontale volanul se poate mișca. La solicitarea severă a podelei pedala de frână poate fi balansată.
Modelele Pulse au anvelope 175/65 R 14 T, cu excepția versiunii pe benzină de 1,5 litri care este echipată cu anvelope 195/50 R 15. Acestea sunt montate pe jante de oțel cu dimensiuni de 5,5 x 14 sau 5,5 x 15. Modelele Passion au anvelope 195/50 R 15 H și sunt echipate din fabrică cu jante din aliaj cu dimensiuni de 6 x 15. Jante de această dimensiune erau disponibile opțional și pentru modelele Impuls. Jantele din aliaj de 6,5 x 16, care necesită anvelope de 205/45 R 16 H, pot fi comandate opțional pentru ambele linii de modele.
Au fost adăugate lămpi pentru semnalizarea schimbării benzii de mers care luminează de 3 ori și geamuri frontale electrice.
Categoria Passion a inclus aer condiționat, volan acoperit cu piele, jante din aliaj și lămpi de ceață. Ca și în cazul Smart City Coupé, clienții puteau alege între un acoperiș din plastic, un acoperiș panoramic din sticlă și o trapă din sticlă acționată electric.

#### Masă
Masa autovehiculului este, în general, mai puțin de 1 000 de kilograme (940 kg la 1.0 și 1.1, 945 la 1.3, 950 la 1.5, 1 090 Brabus și 1 060 la cele pe motorină) și are un raport putere/greutate de până la 12,2 kilograme per kilowatt (9 kg per brake horsepower), care este comparabil cu raportul Smart Roadster-ului și Roadster-Coupé.

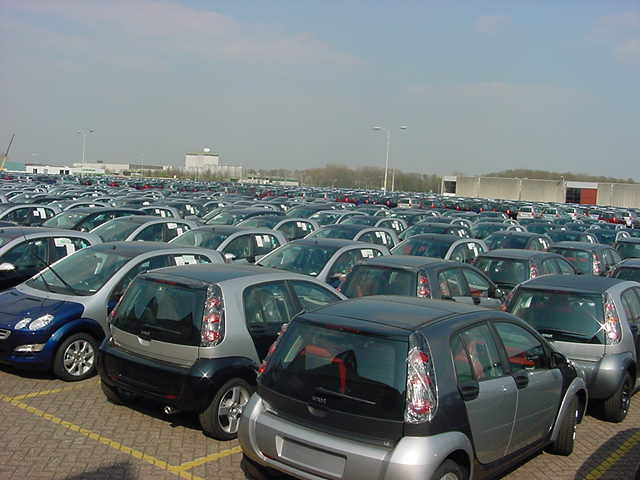
Autovehicule Smart Forfour sosite de pe linia de producție, în 2004
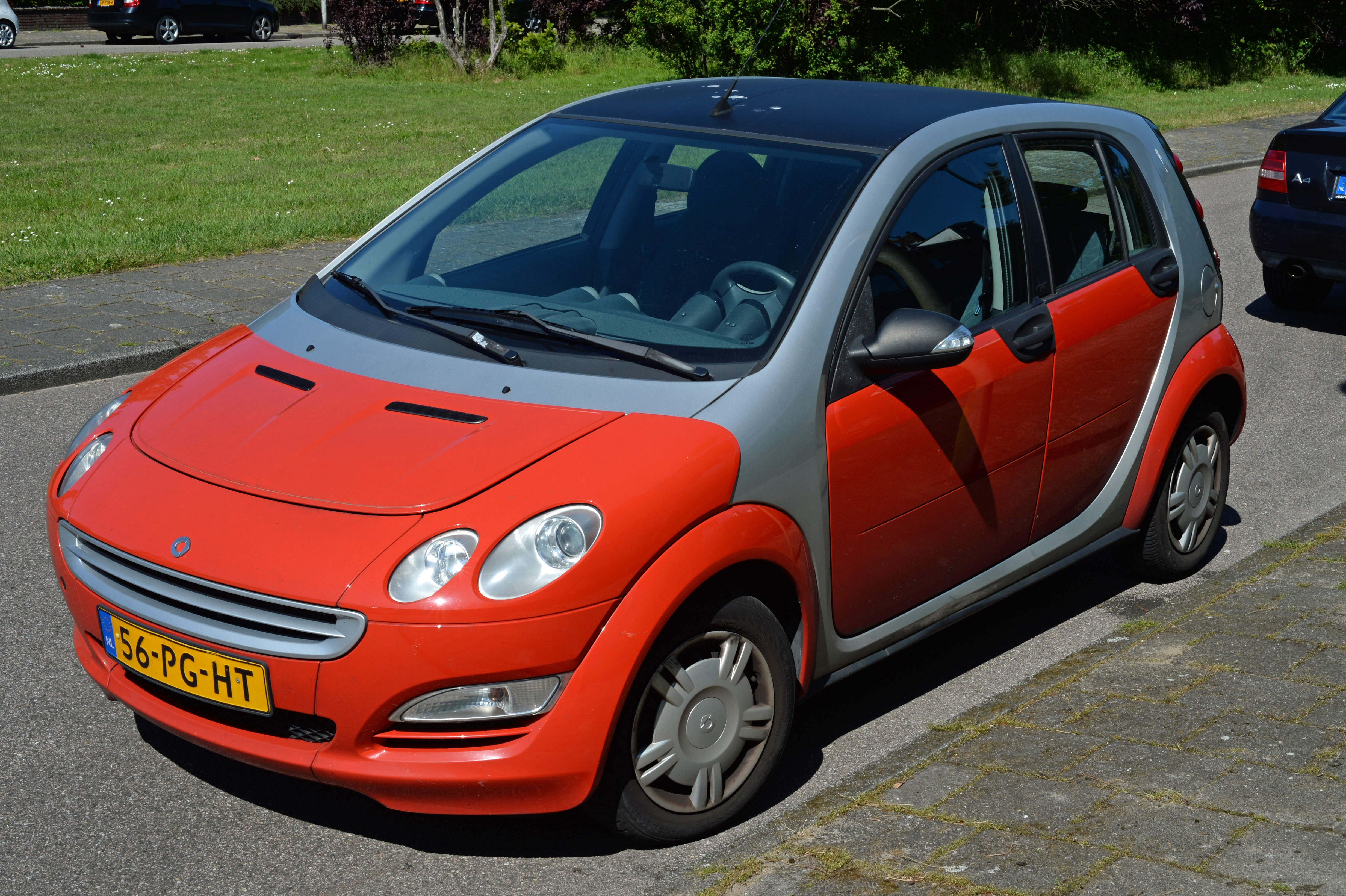
Forfour din 2004 cu motorizare 1,3 și dotare interioară Pulse
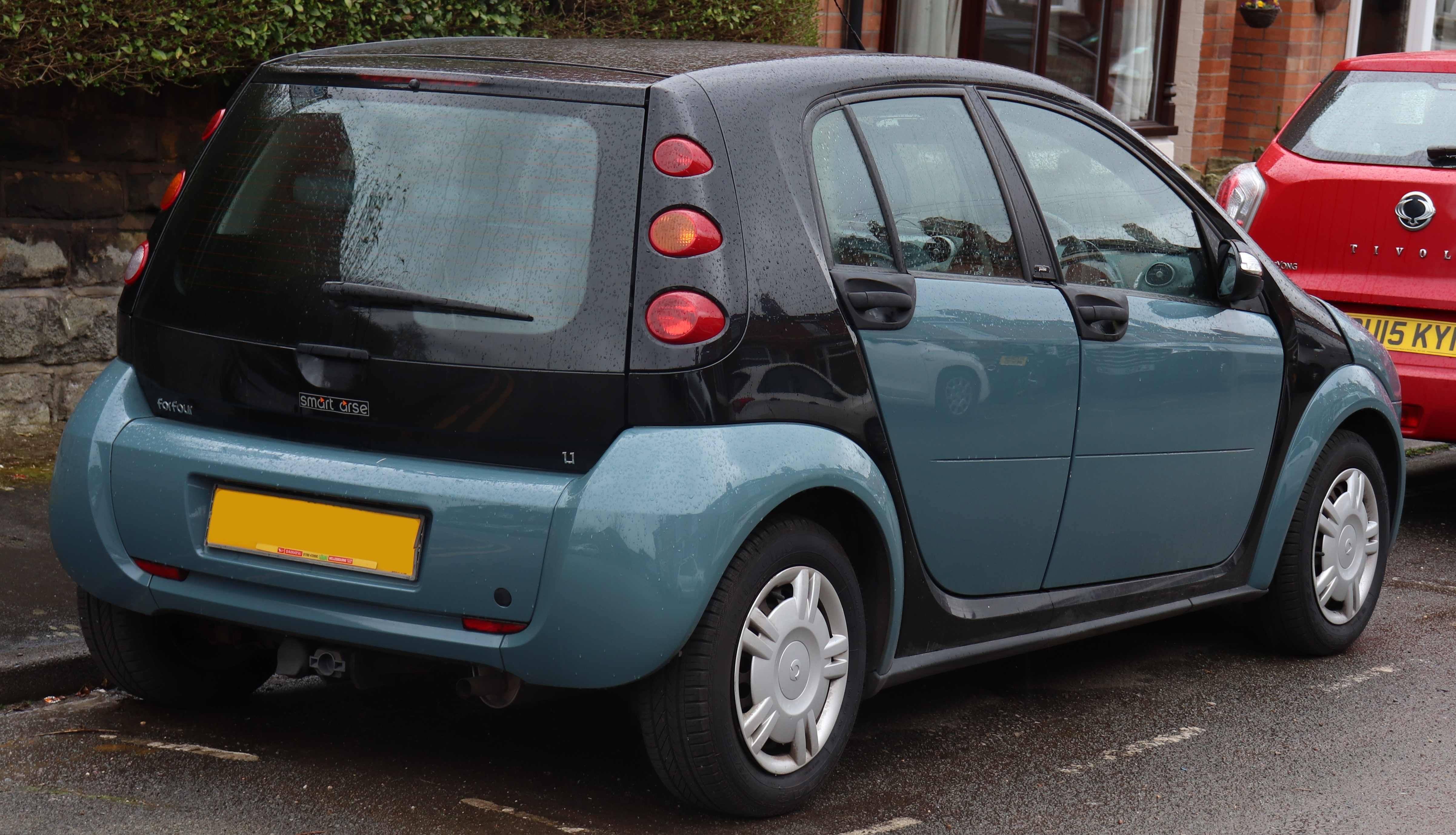
Forfour din 2005 cu motorizare 1,1
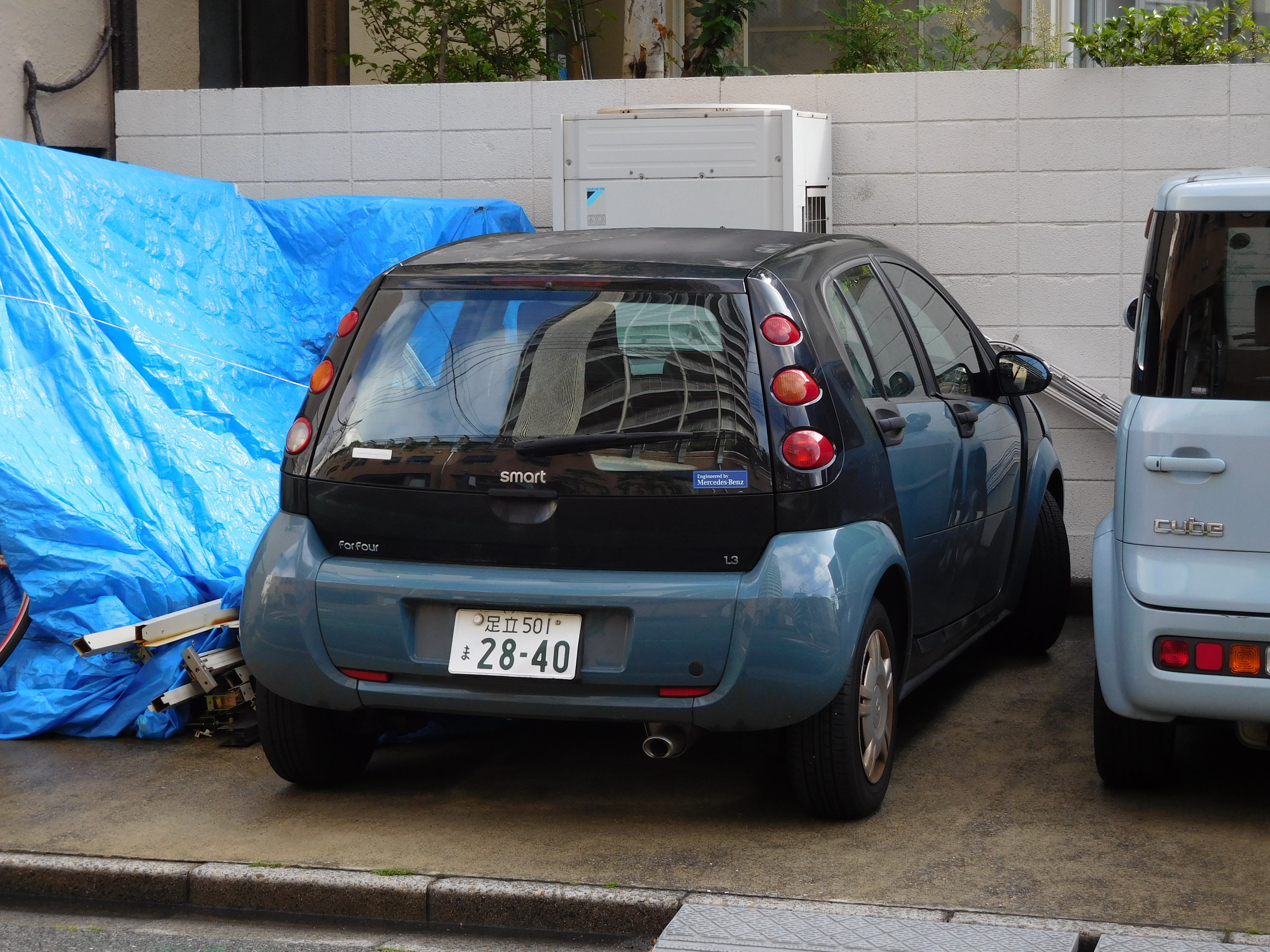
Forfour cu motorizare 1,3 parcat în Tōkyō, în 2018
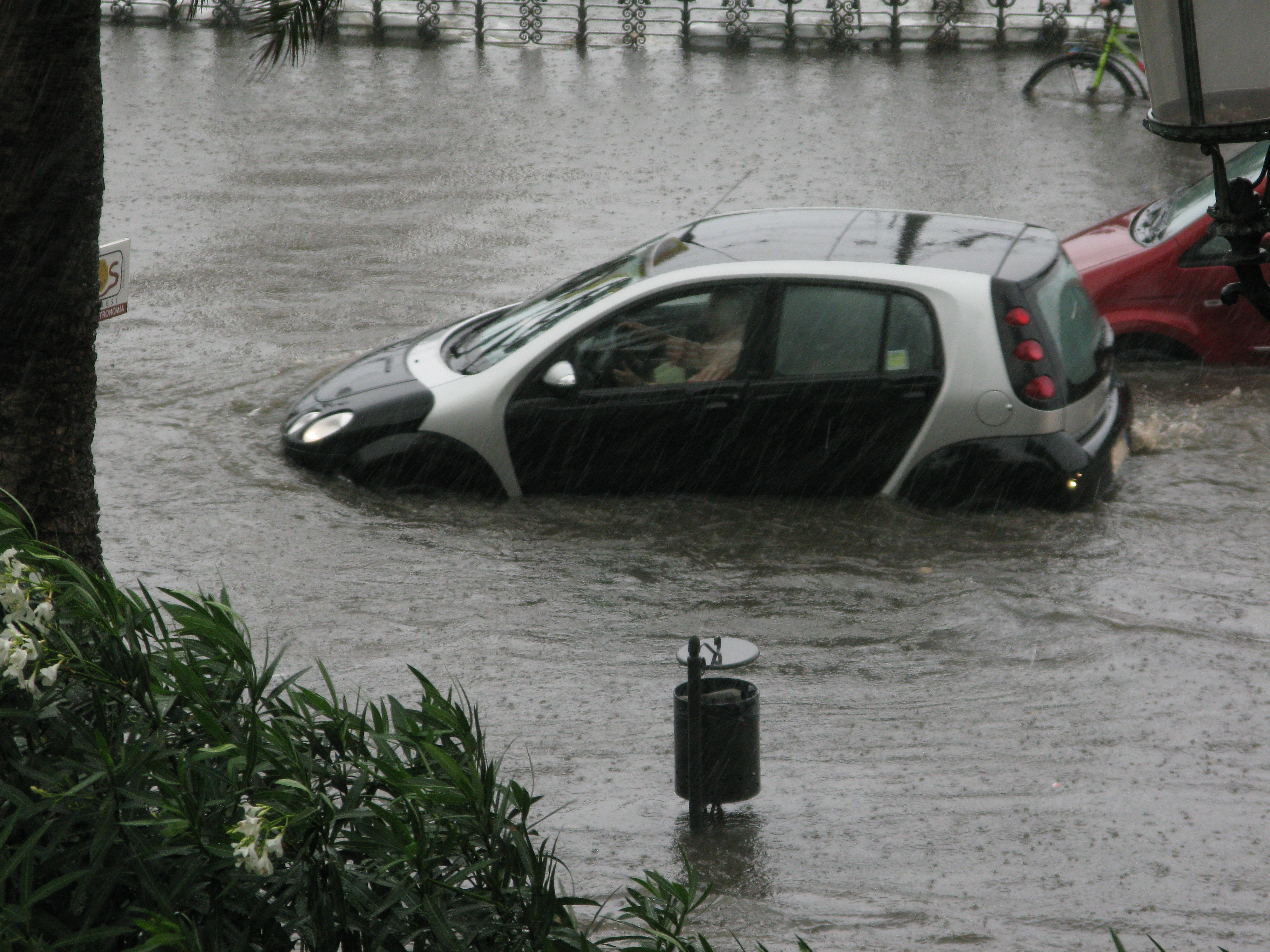
În timpul unei inundații stradale în Italia, în 2010
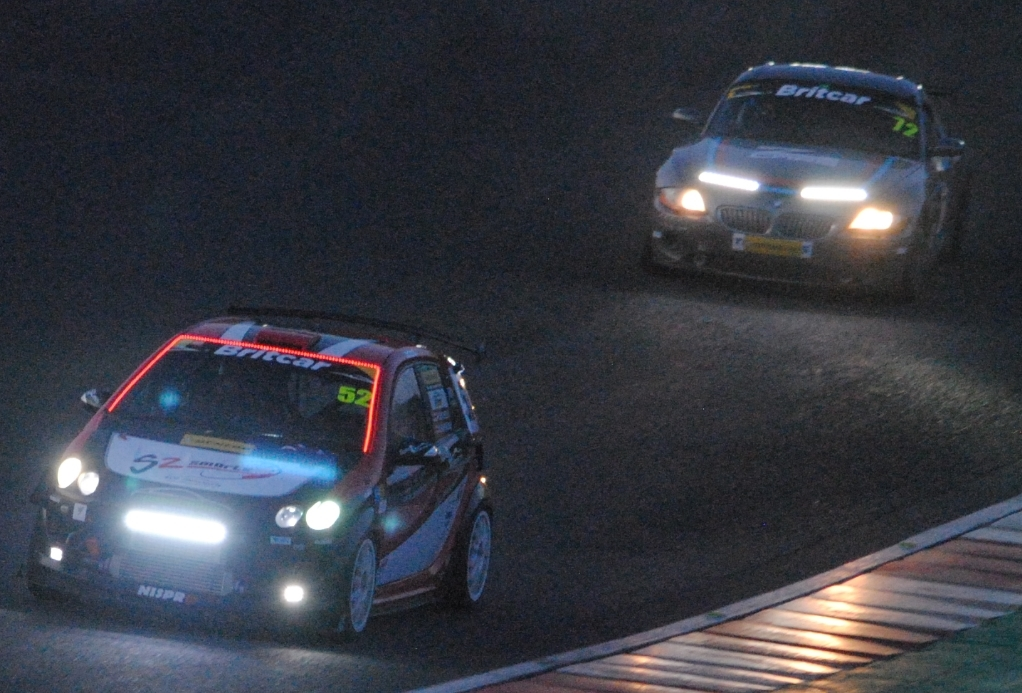
Forfour Brabus, în timpul unui raliu Britcar⁠(en)[traduceți]
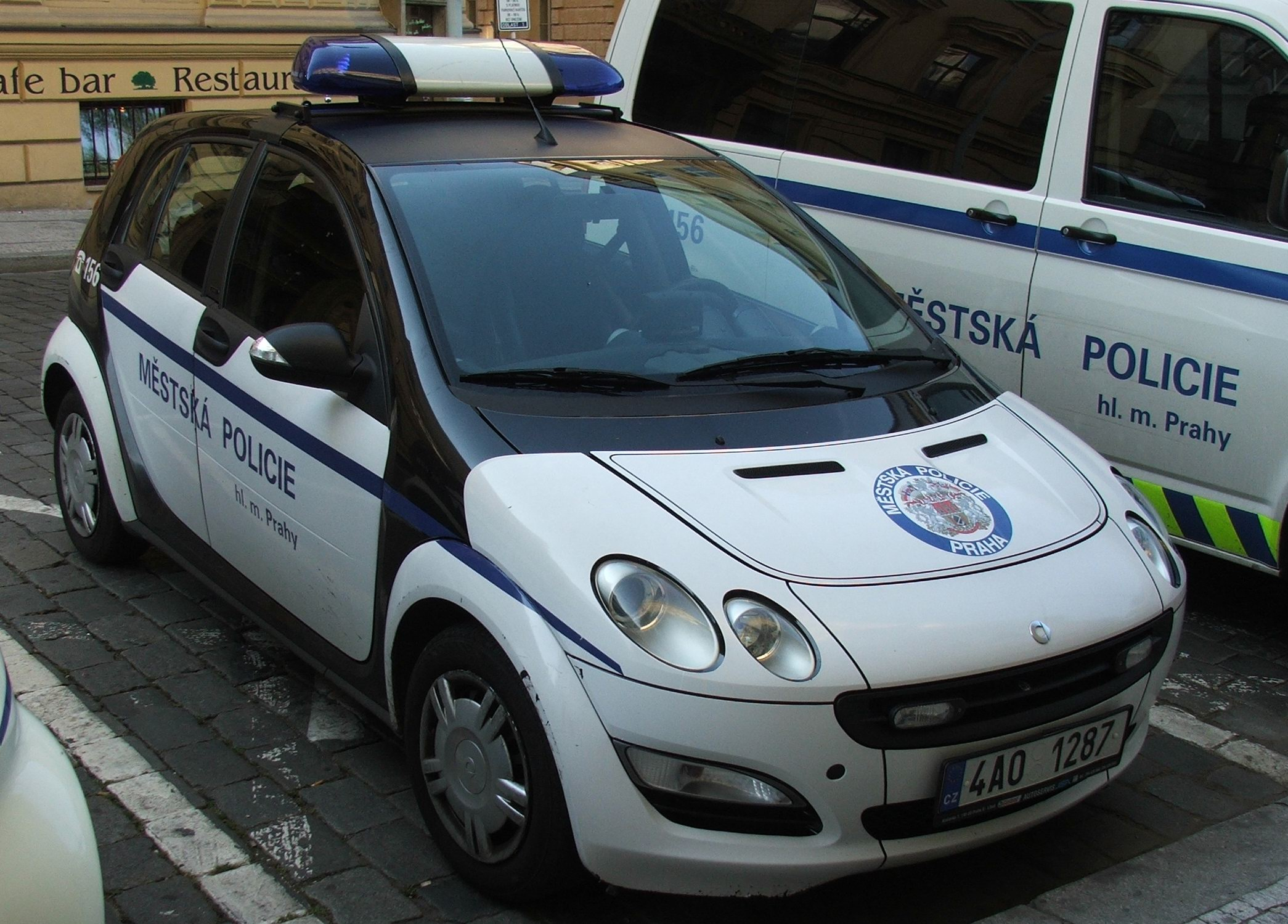
În dotarea poliției orașului Praga

Se află în dotarea poliției orașului Praga.

## A doua generație (W453; 2014)

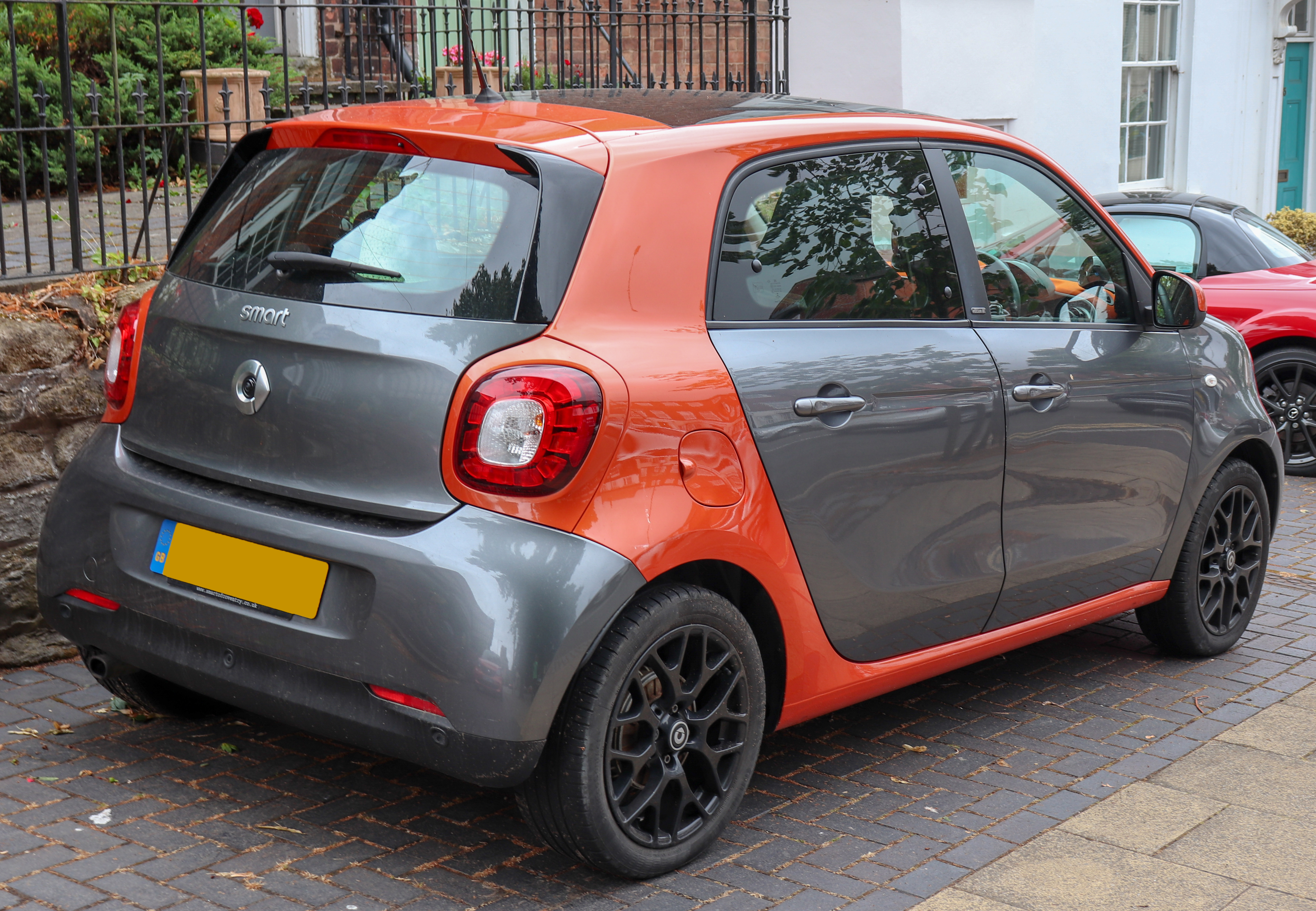
Spatele unui Forfour cu motorizare 1,0 (benzină) Edition1 parcat

Cea de-a doua generație Forfour a fost dezvoltată în comun cu Renault, împărțind aproximativ 70% din piesele sale cu a treia generație de Renault Twingo, păstrând în același timp celula de siguranță emisferică din oțel, comercializată ca celula Tridion. Fortwo este asamblat la Smartville, iar Forfour este produs împreună cu a treia generație de Renault Twingo în Novo Mesto, Slovenia.
Smart Fortwo și ForFour sunt oferite cu o cutie de viteze manuală sau automată cu dublu ambreiaj. Ambele modele au un ecartament lățit, lățimea totală fiind mărită cu 10 cm (față de a doua generație de Fortwo), și au un tren de rulare și o izolare fonică îmbunătățită.
Pentru cea de-a treia generație, Autoweek a susținut că Daimler s-a consultat cu Ford pentru a afla despre motorul Ford de 1,0 litri turbo în linie cu 3 cilindri, împărtășind, la rândul său, informații despre propriile sale motoare pe benzină stratificate Euro 6 cu ardere slabă.
Modelul de lansare „edition #1” a fost disponibil pentru o perioadă limitată și a fost prezentat în Tempodrom, Berlin. Livrarea a început în noiembrie 2014, urmând modelele Forfour 52 kW și 66 kW în decembrie 2014, iar cutia de viteze twinamic cu dublu ambreiaj în primăvara lui 2015.

### Fourjoy concept (2013)

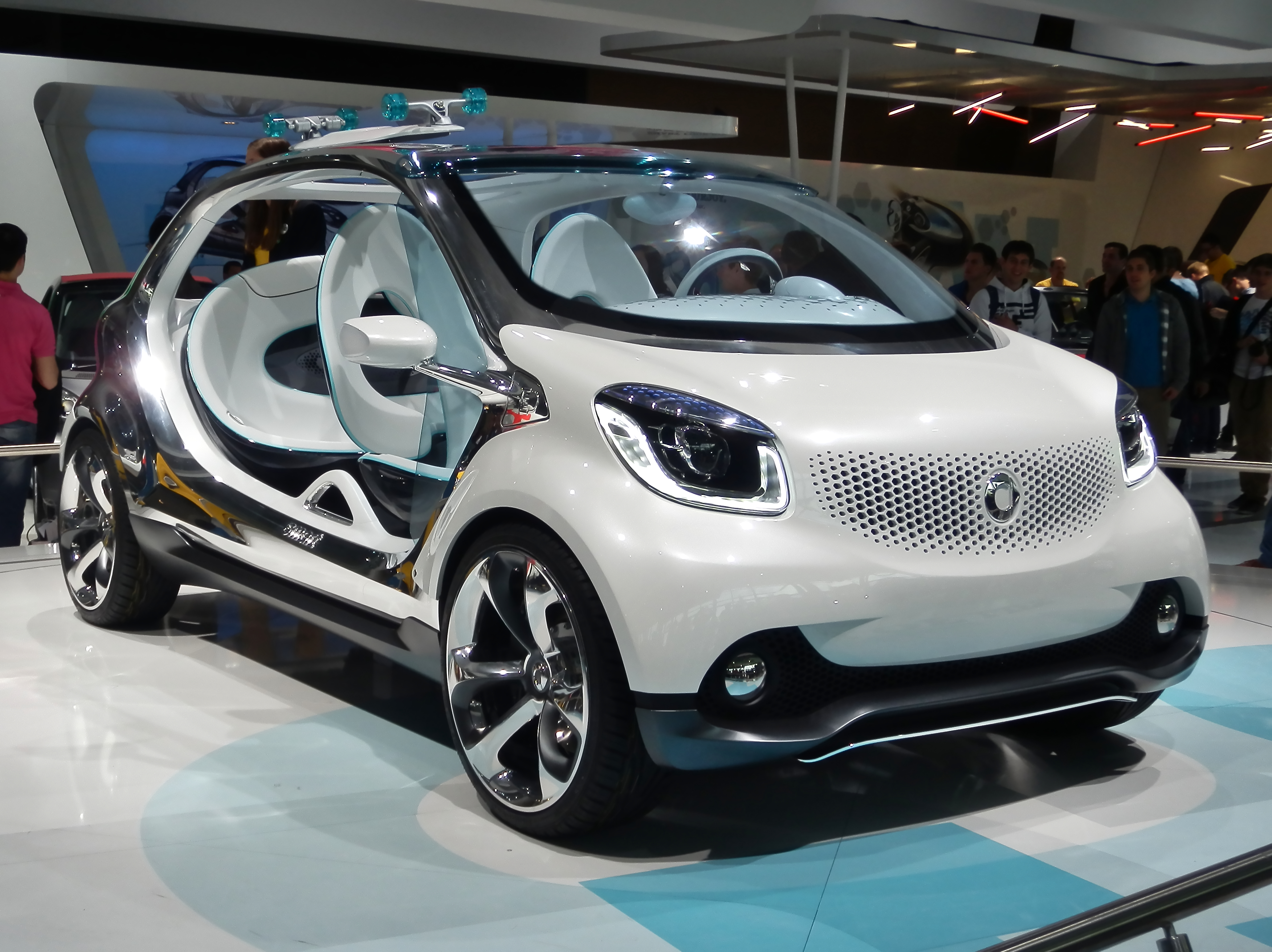
Smart Fourjoy concept

Conceptul Fourjoy a fost prezentat la Salonul Auto de la Frankfurt în 2013, modelul urmând să inspire viitoarele generații de Fortwo și Forfour.

### Versiunea electrică

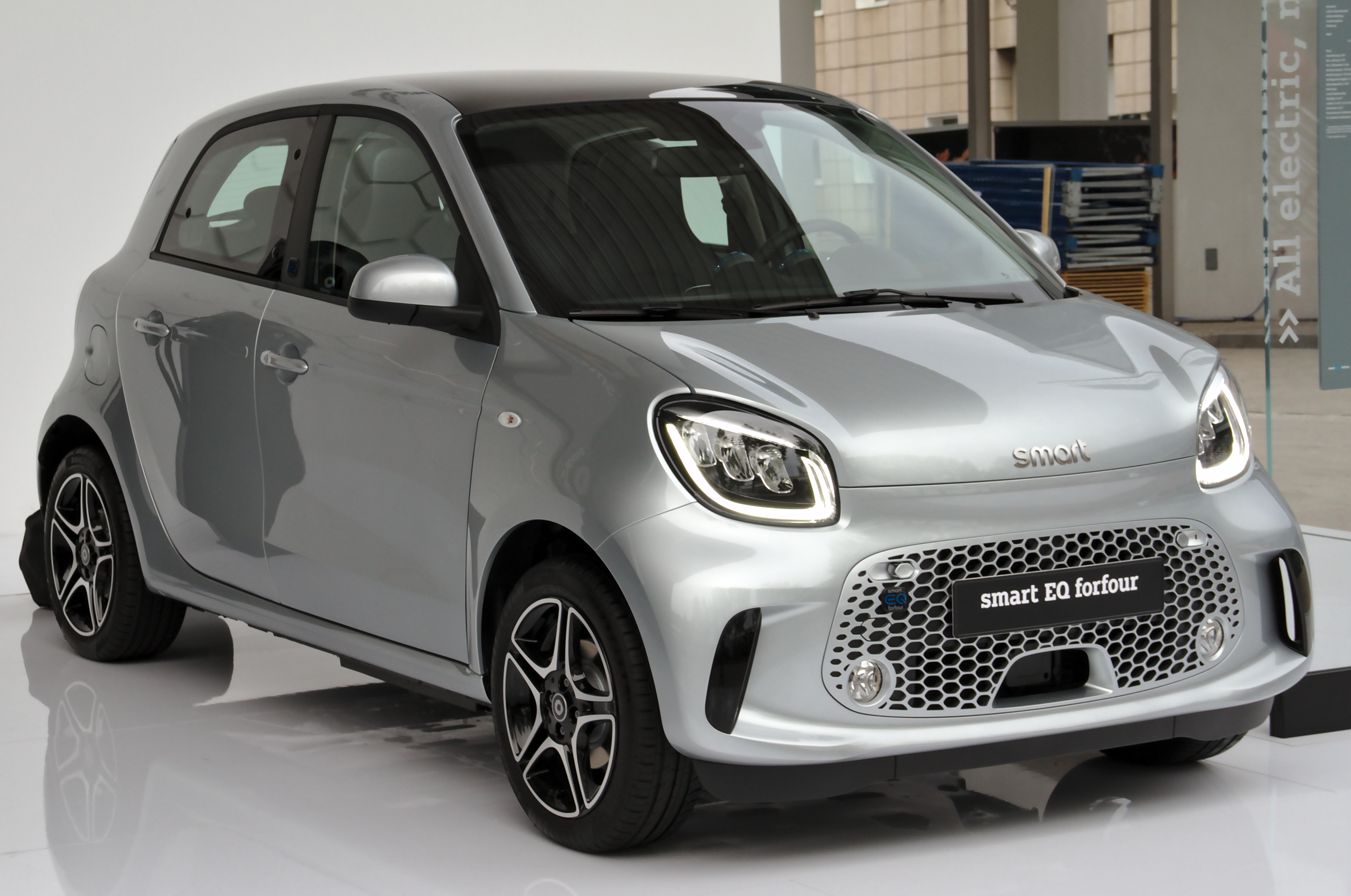
EQ forfour (față)

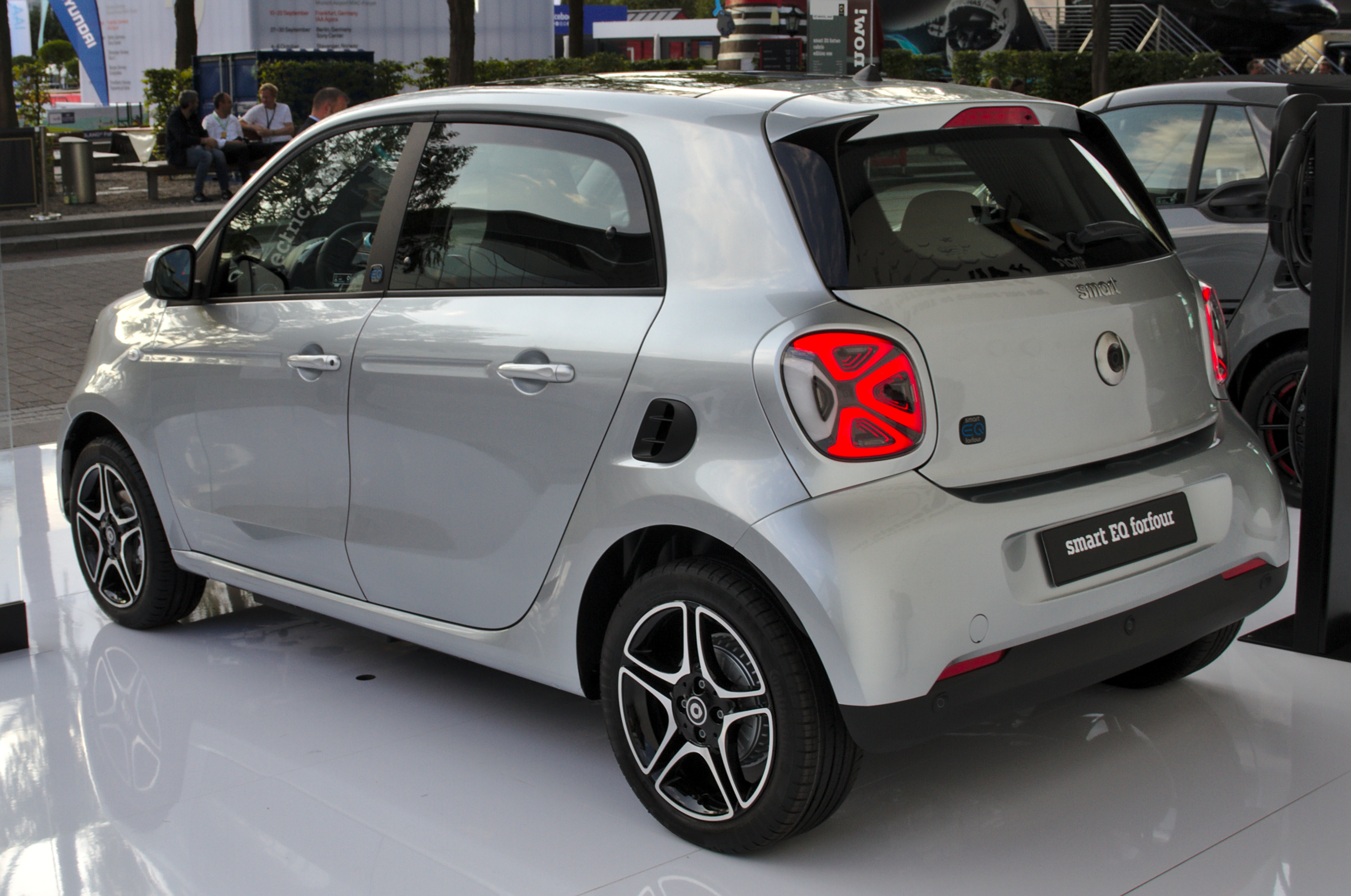
EQ forfour (spate)

În 2013, Daimler a declarat că va produce o versiune electrică a Smart Forfour în timpul celei de-a doua generații de producție, pentru lansare în 2015. Versiunea electrică, numită „Electric Drive” a intrat în producția de serie în 2017 la uzina Renault din Novo Mesto, Slovenia și a fost comercializată în Europa, concurând cu alte mașini electrice de oraș precum MG ZS EV, Renault Twingo Z.E (cu care împarte multe componente) și Volkswagen E-up!, inclusiv SEAT Mii electric și Škoda Citigo-e iV, versiuni rebadizate ale lui E-up!. În 2019, a fost redenumit în Smart EQ ForFour, după ce producătorul chinez de automobile Geely a luat o acțiune în Daimler, devenind un partener 50-50 în Smart. EQ ForFour a fost scos din producție la începutul anului 2022.
A folosit un motor electric de 60 kW (80 CP) montat în spate, cu un cuplu maxim de 160 N⋅m și a fost echipat cu o baterie de 17,6 kW-h. EQ Forfour are un consum nominal de 13,1 kWh/100 km (combinat) și atinge o autonomie de 160 km utilizând ciclul de testare NEDC, coborând la 130 km în ciclul WLTP. După cum a fost testat, Autocar a obținut o autonomie de 109 km, folosind „un stil de condus blând de turism”, scăzând la 80 km când nu conduceau la fel de atent. Greutatea proprie a forfour-ului electric este de 1 200 kg, cu aproximativ 225 kg mai grea decât o variantă echivalentă pe benzină.

### Motorizare
| Model           | Producția | Capacitate cilindrică | Tip                    | Putere și cuplu                     |
| Benzină:        | Benzină:  | Benzină:              | Benzină:               | Benzină:                            |
| --------------- | --------- | --------------------- | ---------------------- | ----------------------------------- |
| Forfour 45 kW   | 2015–2017 | 999 cm²               | în trei cilindri       | 44 kW (59 CP)                       |
| Forfour 52 kW   | 2014–2019 | 999 cm²               | în trei cilindri       | 52 kW (70 CP), 91 N·m la 2850 rpm   |
| Forfour 66 kW   | 2014–2019 | 898 cc cm²            | în trei cilindri turbo | 66 kW (89 CP), 135 N·m la 2500 rpm  |
| Forfour Brabus  | 2016–2018 | 898 cm²               | în trei cilindri turbo | 79 kW (107 CP), 175 N·m la 2500 rpm |
| Motor electric: |           |                       |                        |                                     |
| EQ Forfour      | 2017–2021 | -                     | motor electric sincron | 60 kW (82 CP), 160 N·m              |

Toate modelele pe benzină sunt disponibile cu o cutie de viteze manuală în 5 trepte sau cu dublu ambreiaj în 6 trepte.